# Deportivo La Guaira Fútbol Club
El Deportivo La Guaira Fútbol Club és un club de futbol veneçolà de la ciutat de Caracas.
Va ser fundat el 21 de juliol de 2008 amb el nom Real Esppor Club.

## Palmarès
- Copa veneçolana de futbol:[2]
  - 2014, 2015